# Distrito de Albertville
El distrito de Albertville es un distrito (en francés arrondissement) de Francia, que se localiza en el departamento de Saboya (en francés Savoie), de la región de Ródano-Alpes. Cuenta con 9 cantones y 82 comunas.

## División territorial

### Cantones
Los cantones del distrito de Albertville son:
1. Cantón de Aime
2. Cantón de Albertville-Nord
3. Cantón de Albertville-Sud
4. Cantón de Beaufort
5. Cantón de Bourg-Saint-Maurice
6. Cantón de Bozel
7. Cantón de Grésy-sur-Isère
8. Cantón de Moûtiers
9. Cantón de Ugine

### Comunas
| 1. Aigueblanche (73003)              | 2. Aime (73006)                        | 3. Albertville (73011)                | 4. Allondaz (73014)                  |
| 5. Les Allues (73015)                | 6. Les Avanchers-Valmorel (73024)      | 7. Beaufort(73034)                    | 8. Bellentre (73038)                 |
| 9. Le Bois (73045)                   | 10. Bonneval (73046)                   | 11. Bonvillard (73048)                | 12. Bourg-Saint-Maurice (73054)      |
| 13. Bozel (73055)                    | 14. Brides-les-Bains (73057)           | 15. La Bâthie (73032)                 | 16. Cevins (73063)                   |
| 17. Champagny-en-Vanoise (73071)     | 18. Les Chapelles (73077)              | 19. Cléry (73086)                     | 20. Cohennoz (73088)                 |
| 21. Crest-Voland (73094)             | 22. Césarches (73061)                  | 23. La Côte-d'Aime (73093)            | 24. Esserts-Blay (73110)             |
| 25. Feissons-sur-Isère (73112)       | 26. Feissons-sur-Salins (73113)        | 27. Flumet (73114)                    | 28. Fontaine-le-Puits (73115)        |
| 29. Frontenex (73121)                | 30. La Giettaz (73123)                 | 31. Gilly-sur-Isère (73124)           | 32. Granier (73126)                  |
| 33. Grignon (73130)                  | 34. Grésy-sur-Isère (73129)            | 35. Hautecour (73131)                 | 36. Hauteluce (73132)                |
| 37. Landry (73142)                   | 38. La Léchère (73187)                 | 39. Marthod (73153)                   | 40. Mercury (73154)                  |
| 41. Montagny (73161)                 | 42. Montailleur (73162)                | 43. Montgirod (73169)                 | 44. Monthion (73170)                 |
| 45. Montvalezan (73176)              | 46. Moûtiers (73181)                   | 47. Mâcot-la-Plagne (73150)           | 48. Notre-Dame-de-Bellecombe (73186) |
| 49. Notre-Dame-des-Millières (73188) | 50. Notre-Dame-du-Pré (73190)          | 51. Pallud (73196)                    | 52. Peisey-Nancroix (73197)          |
| 53. La Perrière (73198)              | 54. Planay (73201)                     | 55. Plancherine (73202)               | 56. Pralognan-la-Vanoise (73206)     |
| 57. Queige (73211)                   | 58. Rognaix (73216)                    | 59. Saint-Bon-Tarentaise (73227)      | 60. Saint-Jean-de-Belleville (73244) |
| 61. Saint-Marcel (73253)             | 62. Saint-Martin-de-Belleville (73257) | 63. Saint-Nicolas-la-Chapelle (73262) | 64. Saint-Oyen (73266)               |
| 65. Saint-Paul-sur-Isère (73268)     | 66. Saint-Vital (73283)                | 67. Sainte-Foy-Tarentaise (73232)     | 68. Sainte-Hélène-sur-Isère (73241)  |
| 69. Salins-les-Thermes (73284)       | 70. Séez (73285)                       | 71. Thénésol (73292)                  | 72. Tignes (73296)                   |
| 73. Tournon (73297)                  | 74. Tours-en-Savoie (73298)            | 75. Ugine (73303)                     | 76. Val-d'Isère (73304)              |
| 77. Valezan (73305)                  | 78. Venthon (73308)                    | 79. Verrens-Arvey (73312)             | 80. Villard-sur-Doron (73317)        |
| 81. Villarlurin (73321)              | 82. Villaroger (73323)                 |                                       |                                      |